# Hercules (film din 1997)
Hercules este un film de animație din 1997, produs de Walt Disney Feature Animation și lansat inițial de Walt Disney Pictures. Face parte din perioada de succes masiv a Studiourilor de Animație Walt Disney, cunoscută ca Renașterea Disney. Premiera românească a filmului a avut loc în decembrie 1997, în varianta subtitrată.
În limba română Monica Anghel dublează vocea uneia dintre muze. 

## Prezentare
Hercule, fiul lui Zeus, este transformat într-un semi-zeu de către Hades, stăpânul Infernului, cel care plănuiește să-l detroneze pe Zeus. Acum, tânărul jumătate om-jumătate zeu, va trebui să demonstreze că merită să fie zeu și să se întoarcă pe Muntele Olimp. Pentru asta trebuie să dovedească că este un adevărat erou. Hercule este ajutat în peripețiile sale de calul său Pegasus și de antrenorul său personal Philoctet.

## Serial
Pe baza filmului, Disney lansat o un serial de desene animate de în 1998 care a durat două sezoane.

## Jocuri video
În 1997, un joc video și o carte de povești interactivă au fost lansate pe baza filmului. În 1998, Disney a lansat Disney's Hades Challenge.

## Vezi și
- Listă de filme cu Hercule